# Hamilton Ricard
Hámilton Ricard Cuesta (Chocó, 12 januari 1974) is een voormalig Colombiaans voetballer, die speelde als aanvaller gedurende zijn carrière. Hij speelde onder meer voor Middlesbrough, CSKA Sofia en Deportivo Cali.

## Colombiaans voetbalelftal
Hamilton Ricard debuteerde in 1995 in het Colombiaans nationaal elftal en speelde 27 interlands, waarin hij vijf keer scoorde. Net als Héctor Botero maakte hij onder leiding van bondscoach Hernán Darío Gómez zijn debuut in de vriendschappelijke wedstrijd tegen Australië (0-0) op 8 februari 1995. Hij moest in dat duel na 61 minuten plaatsmaken voor Alonso Alcibar.